# Wyrrabalong National Park
Wyrrabalong National Park är en park i Australien. Den ligger i delstaten New South Wales, i den sydöstra delen av landet, mellan lagunen Tuggerah Lake och havet. I nationalparken finns skog.
Närmaste större samhälle är Bateau Bay. 